# Luis Argüello
Luis Javier Argüello García (Meneses de Campos, 16 de mayo de 1953) es un abogado y eclesiástico católico español, arzobispo de Valladolid (desde 2022) y presidente de la Conferencia Episcopal Española (desde 2024).

## Biografía
Luis Javier nació el 16 de mayo de 1953, en la localidad española de Meneses de Campos, Palencia. Fue bautizado el 23 de ese mismo mes.
Realizó su formación primaria en la escuela unitaria de su pueblo natal. Realizó su formación secundaria y bachillerato, como alumno interno en el Colegio de Ntra. Sra. de Lourdes de los Hermanos de La Salle, en Valladolid, donde obtuvo el Premio Nacional de Bachillerato.
Estudió en la Facultad de Derecho de la Universidad de Valladolid, donde fue delegado entre 1974 y 1975. Obtuvo la licenciatura en 1976, con Premio Extraordinario fin de carrera.
En 1983, ingresó en el Seminario Diocesano de Valladolid. Cursó los estudios eclesiásticos en el Estudio Teológico Agustiniano de Valladolid.

### Trayectoria
Fue profesor de Derecho Administrativo en su facultad, desde 1976 a 1981.
Ejerció como profesor del Colegio de Nuestra Señora de Lourdes desde 1981 a 1984. Fue miembro del Equipo de Pastoral de la Provincia La Salle del Noroeste de España.
Es nombrado primer presidente de la Comisión Justicia y Paz de Valladolid. En colaboración con Cáritas diocesana trabajó en la atención a toxicómanos.

### Sacerdocio

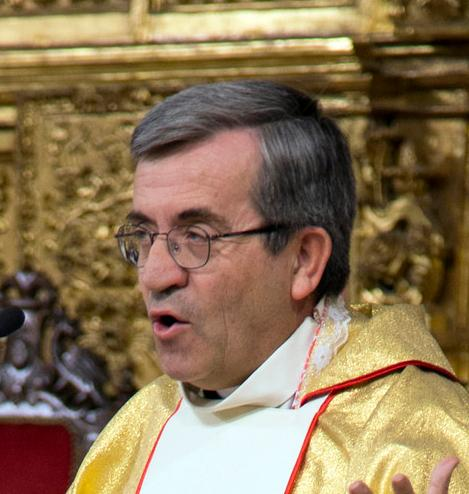
Argüello en 2016.

Su ordenación sacerdotal fue el 27 de septiembre de 1986, a manos del arzobispo José Delicado Baeza.
- Formador en el Seminario Diocesano de Valladolid (1986-1997).
- Vicario episcopal de Valladolid; miembro del Consejo Episcopal (1993-1997; 2003-2009 y 2010-2011).[5]
- Delegado de Pastoral Vocacional (1997-2012).
- Moderador de la Capellanía del Monasterio de la Concepción del Carmen (1997-2011).
- Rector del Seminario Diocesano de Valladolid (1997-2011).
- Miembro de la Comisión permanente del C. Presbiteral (2003-2008).[6]

### Episcopado
Obispo auxiliar de Valladolid

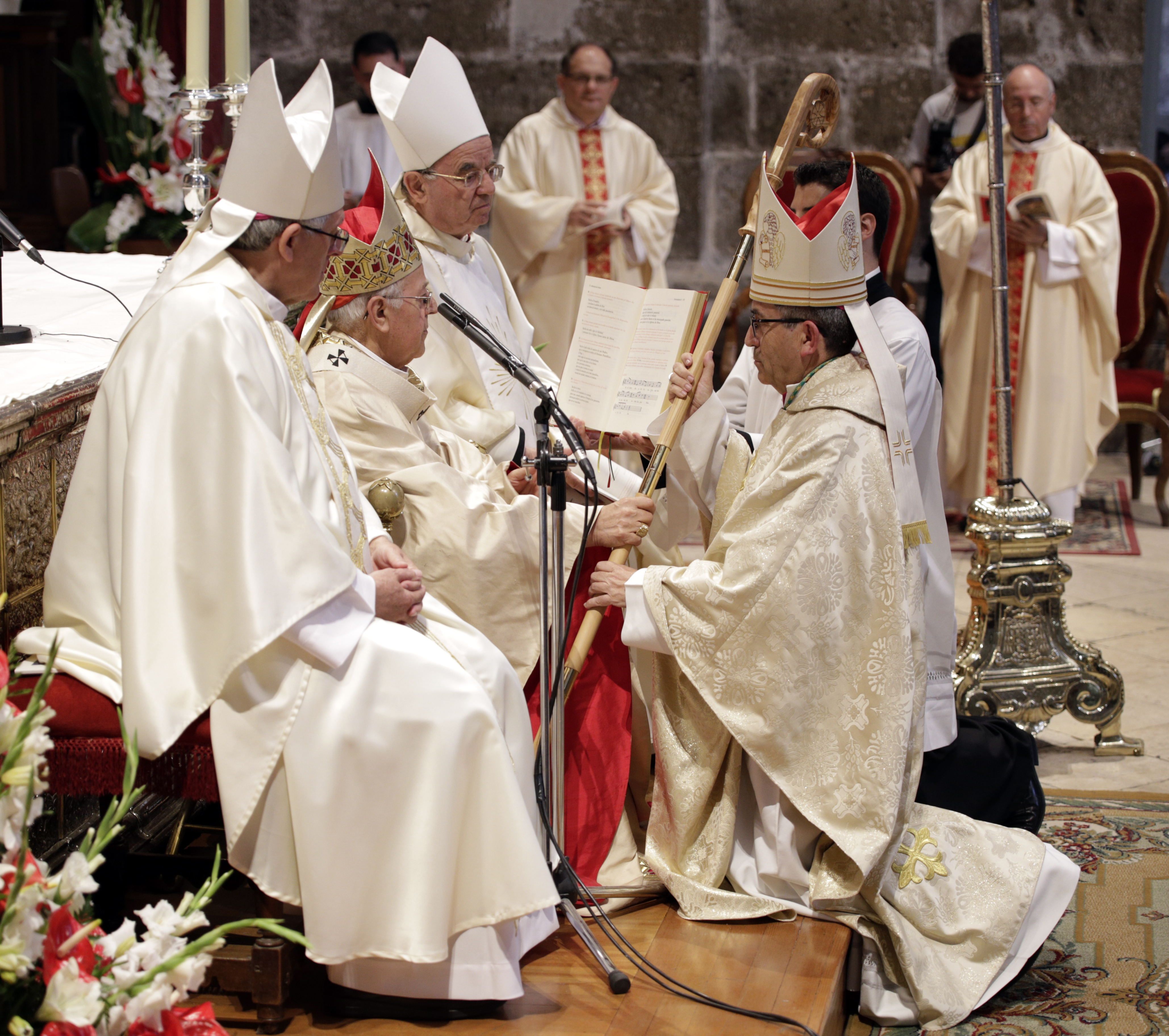
Argüello en su ordenación episcopal.

El 14 de abril de 2016, el papa Francisco lo nombró obispo titular Ipagro y obispo auxiliar de Valladolid. Así se convirtió en el tercer obispo auxiliar de Valladolid, en su vida como archidiócesis.
Fue consagrado el 3 de junio del mismo año, en la catedral de Valladolid, a manos del cardenal-arzobispo Ricardo Blázquez.
El 10 de junio de 2017, consagró la archidiócesis al Inmaculado Corazón de María.
- Miembro de la Comisión Episcopal de Pastoral.
- Miembro de la Comisión Episcopal de Seminarios y Universidades (2017-2018).[12]
- Pregonero de la Semana Santa de Valladolid (2017).[13]
- Vicario general y moderador de Curia (2011-2022).

Arzobispo de Valladolid
El 17 de junio de 2022, el papa Francisco lo nombró arzobispo de Valladolid.
El 29 de junio, en una ceremonia en la Basílica de San Pedro, recibió el palio arzobispal de manos del papa Francisco. Tomó posesión canónica el  30 de julio del mismo año, durante una ceremonia en  la catedral de Valladolid. El arzobispo Bernardito Auza, le impuso el palio durante la posesión.
En la Conferencia Episcopal Española es, desde noviembre de 2018, miembro de la Comisión Permanente y, desde noviembre de 2022, miembro de la Comisión Episcopal para el Clero y los Seminarios, miembro del Consejo de Estudios y Proyectos y miembro del Servicio de Pastoral Vocacional. Anteriormente ha sido Secretario general y portavoz de la CEE (2018-2022).
Participó en representación de la Conferencia Episcopal Española en la primera sesión de la XVI Asamblea general ordinaria del Sínodo de los Obispos (4 al 29 de octubre de 2023).
El 5 de marzo de 2024, fue elegido presidente de la Conferencia Episcopal Española, para el cuatrienio 2024-2028.

## Condecoraciones
- Doctorado honoris causa por la Universidad Católica de Nueva España (Miami).